# Vicuña Airport
Vicuña Airport är en flygplats i Chile.   Den ligger i provinsen Provincia de Elqui och regionen Región de Coquimbo, i den centrala delen av landet, 400 km norr om huvudstaden Santiago de Chile. Vicuña Airport ligger 3 649 meter över havet.
Terrängen runt Vicuña Airport är bergig norrut, men söderut är den kuperad. Runt Vicuña Airport är det mycket glesbefolkat, med 4 invånare per kvadratkilometer.. 
Trakten runt Vicuña Airport är ofruktbar med lite eller ingen växtlighet.